# Klettererhütte
Die Klettererhütte ist eine Schutzhütte, die von der Vereinigung der Pfälzer Kletterer bewirtschaftet wird. Sie liegt im Wasgau, wie der südliche Teil des Pfälzerwaldes auch genannt wird. Sie befindet sich südlich der Stadt Annweiler am Trifels an der Südgrenze des Annweiler Stadtwaldes. Die Hütte liegt in einer Höhe von 366 m und wird durch einen Pächter bewirtschaftet.

## Lage

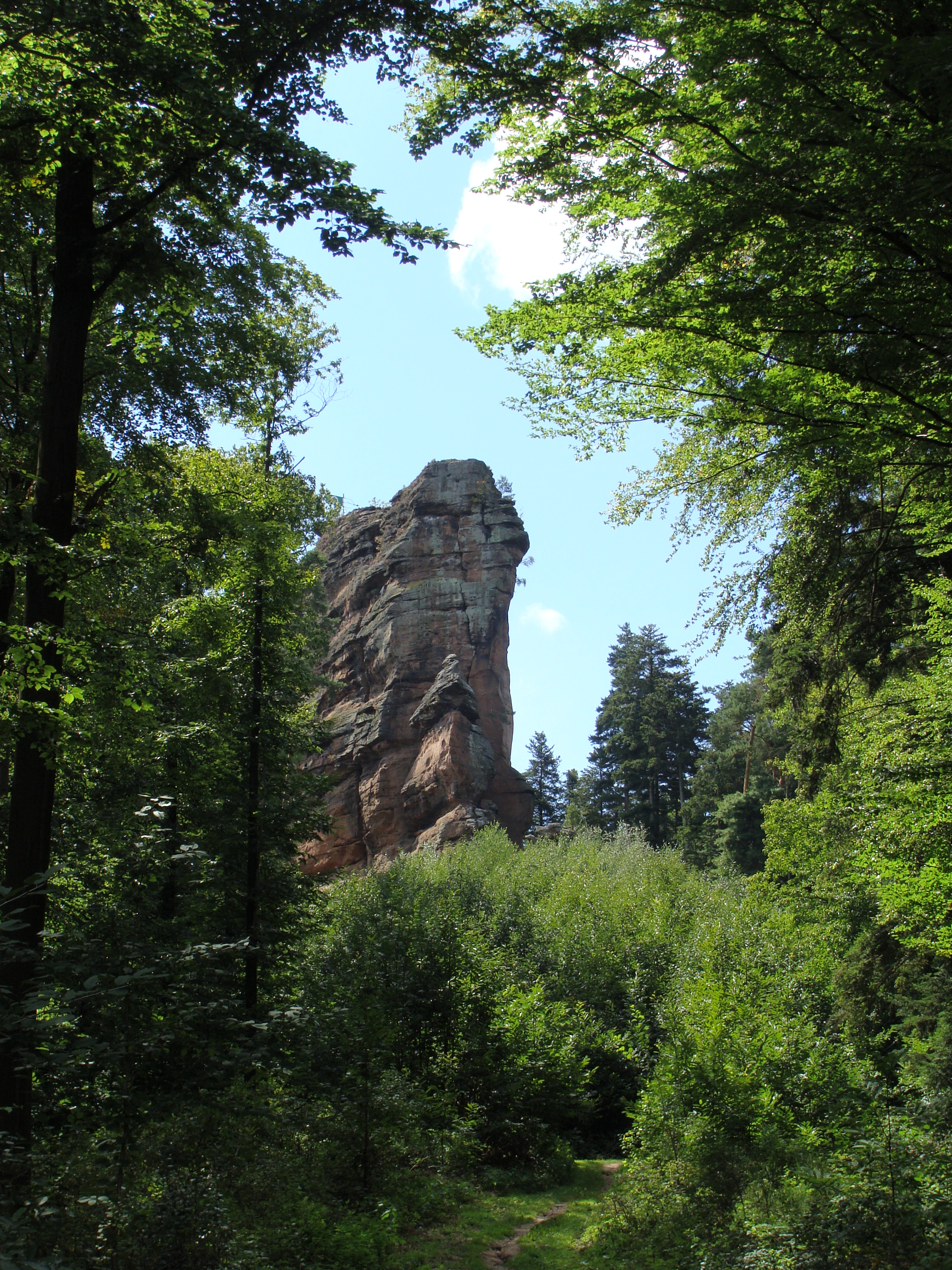
Asselstein – Blick von der Klettererhütte

Die Hütte liegt im Biosphärenreservat Pfälzerwald-Vosges du Nord und im Naturpark Pfälzerwald. Sie befindet sich an der südlichen Grenze der Gemarkung der Stadt Annweiler. Der Standort liegt am nordwestlichen Hang des Rehberges (576,8 m ü. NHN). Nur 200 Meter westlich erstreckt sich der etwa 60 Meter lange, über 10 Meter breite und bis zu 58 Meter hohe Buntsandsteinfelsen Asselstein. Eine Kilometer östlich liegt das Bindersbacher Tal mit dem Annweiler Stadtteil Bindersbach.

## Geschichte
Die Idee der Errichtung einer Hütte reifte in den 1940er Jahren, als die touristische Erschließung der Kletterfelsen im Wasgau noch nicht vorhanden war und somit das Heraufbringen der Ausrüstung aus dem Tal an die Felsen ein aufwendiges Unterfangen war. Die Arbeiten zur Aushebung des Fundaments einer Hütte am Asselstein begannen in Eigenleistung des Vereins im Winter 1949/1950.
Der Aufbau der Hütte erfolgte weiter in Eigenleistung mittels Spenden und Benefizveranstaltungen, zudem auch durch die Genehmigung der Stadt Annweiler zum kostenlosen Schlagen von Holz für das Fachwerk, sodass die Hütte am 27. Juli 1952 eingeweiht werden konnte. Zur Wasserversorgung wurde anfangs eine alte Wasserleitung vom ehemaligen „Botanischen Garten“ angezapft.
1963 wurde von der nahegelegenen Rehbergquelle eine neue Wasserleitung zur Hütte verlegt und wurde von dieser bis 1991 versorgt. Im Jahr 1972 wurde die Hütte umfangreich renoviert. So erhielt sie an der Ostseite einen Anbau, die Toilettenanlage im Keller und neue Schlafplätze im Dachgeschoss. Übernachtungsmöglichkeiten wurden jedoch lediglich bis zum Jahr 1987 angeboten. Seit 1992 erhält die Hütte ihr Wasser aus dem Leitungsnetz der Stadt Annweiler.

## Zugang, Wandern und Klettern

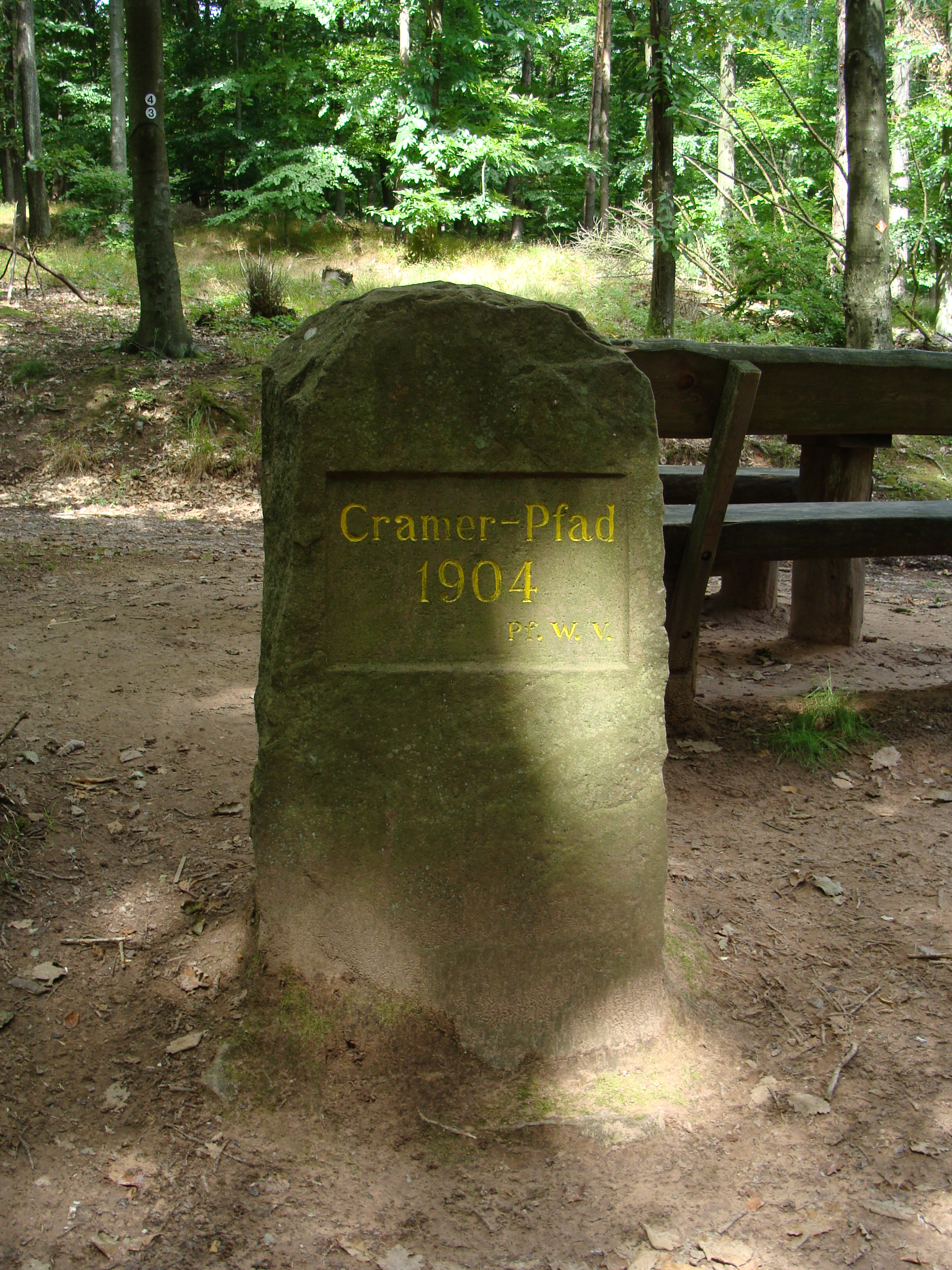
Ritterstein 43

Die kürzeste Zufahrt kann über die Trifelsstraße, als Teil der Kreisstraße 2 erfolgen. An der Hütte befinden sich zwei Wanderparkplätze. In den Sommermonaten verkehrt die Buslinie 527 der Queichtal Nahverkehrsgesellschaft auf der Trifelsstraße, die am Bahnhof Annweiler beginnt und bis zum Parkplatz am Trifels verläuft. Vom Osten kann von Bindersbach im Bindersbacher Tal in 20 Minuten zu Fuß aufgestiegen werden. Ein Zugang aus der Rheinebene ist auch vom Wanderparkplatz an der Madenburg möglich.
Über den „Cramer Pfad 1904“ erreicht man die Hütte in etwa einer Stunde. Die Hütte kann als Ausgangspunkt zum Aufstieg auf den Rehberg, den höchsten Berg im deutschen Teil des Wasgaus dienen. Der Gipfel kann in etwa 45 Minuten erreicht werden, aber auch als Rundweg über die Rehbergquelle gestaltet werden. Am Pass „Hoher Markstein“ kann der Weg zum Kleinen Hahnstein, einem kleinen Aussichtsfelsen verlängert werden.
Nach Westen vorbei am Asselstein kann der Ebersberg erreicht werden, um den ein Rundweg mit Aussichtspunkten in das Queichtal und in den südlichen Wasgau führt. Die Hütte kann als Ausgangspunkt einer neun Kilometer langen Rundwanderung über die Burgen Scharfenberg, Anebos und Trifels und weiter über Annweiler dienen, wofür etwa drei Stunden Wegzeit eingeplant werden muss. Der nahe gelegene Asselstein bietet im Klettergebiet Pfälzer Wald verschiedene Routen mit unterschiedlichem Schwierigkeitsgrad zum Aufstieg.